# Andrzej Majhofer
Andrzej Majhofer – polski fizyk specjalizujący się w dydaktyce fizyki oraz fizyce ciała stałego. Pracuje w Zakładzie Fizyki Ciała Stałego Instytutu Fizyki Doświadczalnej Wydziału Fizyki Uniwersytetu Warszawskiego. Pełni stanowisko przewodniczącego zarządu fundacji Uniwersytetu Warszawskiego w kadencji 2020–2024. Autor lub współautor publikacji z zakresu badań nad magnetyzmem.